# 谛观
谛观（—970年），高丽僧人，天台宗人物。

## 生平
五代末期，中国天台宗因灭佛运动和战乱而教籍散佚行将终结。吴越王钱弘俶遣使到高丽求取天台教典。宋建隆元年（960），谛观奉高丽光宗之命，以国使身份入华，送来天台教典，为天台宗的复兴作出重要贡献。来华后谛观在螺溪义寂（天台宗第十五祖）门下学习。学习期间，谛观著有《天台四教仪》。《佛祖统纪》称“此书盛传诸方，大为初学发蒙之助云。”
宋太祖开宝二年（969）或三年（970），谛观坐化于天台山国清寺。